# 潘世璜

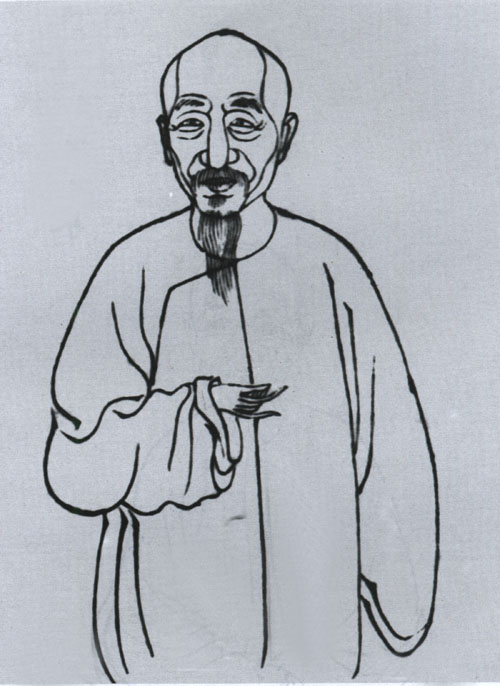
清光绪六年潘遵祁刻本《不远复斋遗书》之潘世璜像

潘世璜（1764年—1829年），字黼堂，號理齋，江蘇吳縣（今屬蘇州市）人，祖籍安徽歙縣，清朝探花。

## 生平
潘世璜是潘奕隽之子，狀元潘世恩堂兄。乾隆六十年（1795年），潘世璜中式乙卯恩科一甲第三名進士（探花），授翰林院編修。散館改任戶部主事。後补戶部浙江司兼云南司行走。不久，因母喪丁憂去職。守喪期滿，潘世璜以父亲年迈，請求终养，不再出仕。

## 著作
子潘遵祁从潘世璜日记中摘抄成《须静斋云烟过眼录》。